# Matanog
Matanog is een gemeente in de Filipijnse provincie Maguindanao op het eiland Mindanao. Bij de laatste census in 2007 had de gemeente ruim 36 duizend inwoners.

## Geografie

### Bestuurlijke indeling
Matanog is onderverdeeld in de volgende 8 barangays:
| - Bayanga Norte - Bayanga Sur - Bugasan Norte - Bugasan Sur - Kidama - Langco - Langkong - Sapad |

## Demografie
Matanog had bij de census van 2007 een inwoneraantal van 36.319 mensen. Dit zijn 17.313 mensen (91,1%) meer dan bij de vorige census van 2000. De gemiddelde jaarlijkse groei komt daarmee uit op 9,34%, hetgeen hoger is dan het landelijk jaarlijks gemiddelde over deze periode (2,04%). Vergeleken met de census van 1995 is het aantal mensen met 20.301 (126,7%) toegenomen.

De bevolkingsdichtheid van Matanog was ten tijde van de laatste census, met 36.319 inwoners op 146,5 km², 247,9 mensen per km².